# گیل فورمن
گیل فورمن (انگلیسی: Gayle Forman؛ زادهٔ ۵ ژوئن ۱۹۷۰) یک نویسنده اهل ایالات متحده آمریکا است.